# NGC 6483
NGC 6483 је елиптична галаксија у сазвежђу Паун која се налази на NGC листи објеката дубоког неба.
Деклинација објекта је - 63° 40' 7" а ректасцензија 17h 59m 30,5s. Привидна величина (магнитуда) објекта NGC 6483 износи 12,0 а фотографска магнитуда 13,0. Налази се на удаљености од 52,423 милиона парсека од Сунца. NGC 6483 је још познат и под ознакама ESO 102-20, FAIR 486, AM 1754-634, PGC 61233.